# Firòmac
Firòmac (Phyromachus, (Φυρόμαχος)), també Piròmac, identificat com el Vell, fou un escultor atenenc que va executar els baixos relleus del temple d'Atenea Pòlies vers el 415 aC. Plini l'esmenta com a Piròmac i diu que va esculpir un grup representant a Alcibíades conduint un carro estirat per quatre cavalls. Va viure poc després que Fídies, i es va destacar com a escultor de marbre i de bronze.